# Список вулиць Харкова (Г)
| Назва                    | Тип     | Довжина, м | Колишні назви | Район(и)                                                                          | Місцевість                                                                                            |
| ------------------------ | ------- | ---------- | --- | --------------------------------------------------------------------------------- | --- |
| Гаазький                 | пров.   |            | 1-й Таганський | Холодногірський                                                                   | |
| Гаврилівський            | пров.   |            | Черняховського | Немишлянський                                                                     | |
| Гагена                   | вул.    |            | | Шевченківський                                                                    | |
| Гадяцький                | пров.   | 270        | Моршанський | Основ'янський                                                                     | Жихор                                                                                                 |
| Галинська                | вул.    | 1090       | | Київський Салтівський                                                             | Рашкіна Дача, Тюрінка                                                                                 |
| Галицький                | в-д     | 245        | Багратіона | Немишлянський                                                                     | Ново-Західний                                                                                         |
| Галушкинська             | вул.    | 345        | | Основ'янський                                                                     | Москалівка                                                                                            |
| Гаражна                  | вул.    |            | | Київський                                                                         | Північна Салтівка                                                                                     |
| Гаращенка                | вул.    |            | Юмашева | Холодногірський                                                                   | |
| Гарібальді               | вул.    | 790        | | Салтівський                                                                       | Східна Салтівка, Містечко Будівників                                                                  |
| Гаркуші                  | вул.    | 240        | | Київський                                                                         | П'ятихатки                                                                                            |
| Гарнізонна               | вул.    | 590        | | Холодногірський                                                                   | Залютине, Таборове                                                                                    |
| Гаршина                  | вул.    | 180        | | Київський                                                                         | Нагірний                                                                                              |
| Гаспринського            | вул.    | 305        | Алупкінський в'їзд, вулиця Вавілова | Шевченківський                                                                    | Павлове Поле                                                                                          |
| Гацева                   | вул.    | 885        | | Київський                                                                         | П'ятихатки                                                                                            |
| Гвардійська              | вул.    | 570        | | Немишлянський                                                                     | Ново-Західний                                                                                         |
| Гвардійський             | пров.   | 325        | | Немишлянський                                                                     | Ново-Західний                                                                                         |
| Гвардійський             | пр-д    | 205        | | Немишлянський                                                                     | Ново-Західний                                                                                         |
| Гвардійців-Залізничників | вул.    | 620        | Усівська | Новобаварський                                                                    | Гончарівка, Карпівка, Залізничний вокзал                                                              |
| Гвардійців-Широнінців    | вул.    | 6780       | | Київський Салтівський                                                             | Салтівка, Стара Салтівка, Північна Салтівка                                                           |
| Генерала Момота          | вул.    | 1720       | Третього Інтернаціоналу | Індустріальний                                                                    | ХТЗ                                                                                                   |
| Генерала Удовиченка      | вул.    | 3210       | Паризької Комуни | Київський                                                                         | Велика Данилівка                                                                                      |
| Генічеська               | вул.    | 230        | | Салтівський                                                                       | Рашкіна Дача                                                                                          |
| Генріха Алтуняна         | вул.    | 370        | Новопрудна | Шевченківський                                                                    | Павлове Поле                                                                                          |
| Генуезька                | вул.    | 820        | Писемського | Салтівський                                                                       | Салтівка                                                                                              |
| Георгіївська             | вул.    | 625        | | Основ'янський                                                                     | Заїківка                                                                                              |
| 1-й Георгіївський        | в-д     | 95         | | Основ'янський                                                                     | Заїківка                                                                                              |
| 2-й Георгіївський        | в-д     | 80         | | Основ'янський                                                                     | Заїківка                                                                                              |
| 3-й Георгіївський        | в-д     | 105        | | Основ'янський                                                                     | Заїківка                                                                                              |
| 4-й Георгіївський        | в-д     |            | | Основ'янський                                                                     | Заїківка                                                                                              |
| Георгіївський            | майдан  |            | Радянський | Київський                                                                         | Велика Данилівка                                                                                      |
| Георгіївський            | пров.   |            | Радянський | Шевченківський                                                                    | |
| 1-й Георгіївський        | пров.   | 230        | Радянський | Київський                                                                         | Велика Данилівка                                                                                      |
| 2-й Георгіївський        | пров.   |            | Радянський | Київський                                                                         | Велика Данилівка                                                                                      |
| Георгія Тарасенка        | вул.    | 4070       | Петінська, Плеханівська | Слобідський Основ'янський                                                         | Захарків, Металіст                                                                                    |
| Георгія Цапка            | вул.    | 210        | Нова Друга, Каширська | Новобаварський                                                                    | Карпівка                                                                                              |
| Герасимівська            | вул.    | 635        | | Київський                                                                         | Журавлівка                                                                                            |
| Герасимівський           | пров.   | 585        | | Київський                                                                         | Журавлівка                                                                                            |
| Героїв Небесної Сотні    | майдан  |            | Руднєва | Основ'янський                                                                     | Захарків                                                                                              |
| Героїв Рятувальників     | вул.    | 370        | Безескула, Білгородський узвіз | Київський                                                                         | Нагірний                                                                                              |
| Героїв Харкова           | просп.  | 17600      | Московська вулиця, Старомосковська вулиця, Чугуївський тракт, Чугуївське шосе, Корсиківська вулиця, вулиця 1 Травня, проспект Сталіна, Московський проспект | Київський, Слобідський, Салтівський, Індустріальний, Немишлянський, Основ'янський | Центр, Захарків, Рашкіна Дача, Сабурова Дача, Селекційна, Нові Будинки, ХТЗ, Східний, Сонячний, Обрій |
| Героїв Чорнобиля         | м-н     |            | | Холодногірський, Новобаварський                                                   | |
| Героїчний                | пров.   |            | Кисловодський |                                                                                   | |
| Герцена                  | вул.    | 1010       | | Новобаварський                                                                    | Липовий Гай                                                                                           |
| Гетьмана Полуботка       | в-д     | 110        | Мічуріна | Основ'янський                                                                     | Жихор                                                                                                 |
| Гетьманська              | вул.    | 2570       | Ворошилова, Лесі Українки, Ванди Василевської | Основ'янський                                                                     | |
| Гиївська                 | вул.    | 605        | | Холодногірський                                                                   | Гиївка, Лиса Гора                                                                                     |
| Гідропаркова             | вул.    | 250        | Міліціонера | Київський                                                                         | Журавлівка                                                                                            |
| Гімназійна               | наб.    |            | Червоношкільна | Основ'янський                                                                     | |
| Гірська                  | вул.    | 1130       | | Холодногірський                                                                   | |
| Гірський                 | в-д     | 335        | | Київський                                                                         | Велика Данилівка                                                                                      |
| Гірський                 | пров.   | 120        | | Холодногірський                                                                   | |
| Гірський                 | пр-д    | 310        | | Холодногірський                                                                   | |
| Гіршмана                 | вул.    | 575        | Сорокінський провулок | Київський                                                                         | Нагірний                                                                                              |
| Глагольївський           | пров.   | 320        | Глагольївський, Виборзький | Слобідський                                                                       | |
| Гладкий                  | пров.   | 595        | | Київський                                                                         | Журавлівка                                                                                            |
| Гладківський             | пров.   | 405        | | Холодногірський                                                                   | Лиса Гора                                                                                             |
| Глиняна                  | вул.    |            | | Немишлянський                                                                     | Журавлівка                                                                                            |
| Глібівська               | вул.    | 495        | | Київський                                                                         | Журавлівка                                                                                            |
| Глісада Джуса            | пров.   |            | в'їзд Трінклера | Шевченківський                                                                    | |
| Глобинська               | вул.    | 1290       | Новопроєктна, Матеріалістична, Преображенська, Маршала Батицького                                                                                           | Салтівський                                                                       | Стара Салтівка, Ахієзерів                                                                             |
| Глухий                   | пров.   | 240        | | Холодногірський                                                                   | Лиса Гора                                                                                             |
| Глухівська               | вул.    | 450        | Молотова, Пушкіна, Хабаровська | Основ'янський                                                                     | Жихор                                                                                                 |
| Гмирі                    | вул.    | 1290       | | Холодногірський                                                                   | Таборове                                                                                              |
| Гната Хоткевича          | вул.    | 1290       | Богдана Хмельницького | Шевченківський                                                                    | |
| Гнєдича                  | пров.   | 395        | | Київський                                                                         | Журавлівка                                                                                            |
| Гоголя                   | вул.    | 340        | Шерстобійна вулиця, Мало-Сумська вулиця, Кокошкінський провулок                                                                                             | Київський                                                                         | Центр                                                                                                 |
| Головачова               | вул.    |            | | Немишлянський                                                                     | Нові Будинки, Ново-Західний                                                                           |
| Головачова               | в-д     |            | | Немишлянський                                                                     | Нові Будинки, Ново-Західний                                                                           |
| Головинський             | пров.   | 100        | | Новобаварський                                                                    | Новожанове                                                                                            |
| Голубівська              | вул.    | 210        | | Новобаварський                                                                    | Новоселівка                                                                                           |
| Голубівський             | пров.   | 200        | | Новобаварський                                                                    | Новоселівка                                                                                           |
| Голубівський             | в-д     | 85         | | Новобаварський                                                                    | Новоселівка                                                                                           |
| Гольдбергівська          | вул.    | 1960       | Першої Кінної Армії | Новобаварський Основ'янський                                                      | Левада, Заїківка, Москалівка                                                                          |
| Гомельська               | вул.    | 285        | | Холодногірський                                                                   | Сортувальня                                                                                           |
| Гомоненка                | вул.    | 140        | | Слобідський                                                                       | |
| Гончаренка               | вул.    |            | | Слобідський                                                                       | Павленки                                                                                              |
| Гончарний                | пров.   | 56         | в'їзд Тельмана | Основ'янський                                                                     | Жихор                                                                                                 |
| Гончарівський            | бульвар | 1200       | Гончарівський бульвар, вулиця Конєва | Новобаварський                                                                    | Гончарівка, Москалівка                                                                                |
| Гончарівський            | пров.   | 95         | | Новобаварський                                                                    | Гончарівка                                                                                            |
| Горбанівська             | вул.    | 610        | Космічна | Слобідський                                                                       | Горбані                                                                                               |
| Горбанівський            | в-д     |            | | Слобідський                                                                       | Горбані                                                                                               |
| Горбанівський            | пров.   |            | | Немишлянський                                                                     | Горбані                                                                                               |
| Горбачівська             | вул.    | 510        | Горбачівська, Старо-Кладовищенська, Магнітогорська | Холодногірський                                                                   | Лиса Гора                                                                                             |
| Гордієнківська           | вул.    | 700        | Сицянківська, Ново-Прокладена, Ново-Греківська, Матіаса Ракоші                                                                                              | Основ'янський                                                                     | Левада                                                                                                |
| Гордієнківський          | пров.   | 110        | | Основ'янський                                                                     | Левада                                                                                                |
| Гордона                  | вул.    | 300        | Нікопольська, Менжинського | Слобідський                                                                       | |
| Горійська                | вул.    | 160        | Всеволода Балицького | Салтівський                                                                       | Рашкіна Дача                                                                                          |
| Горіхова                 | вул.    |            | Удмуртська | Новобаварський                                                                    | |
| Горлівська               | вул.    | 635        | | Індустріальний                                                                    | Рогань                                                                                                |
| Горлівський              | пров.   | 280        | | Київський                                                                         | Велика Данилівка                                                                                      |
| Горобинова               | вул.    | 270        | | Новобаварський                                                                    | Новожанове                                                                                            |
| Городищенська            | вул.    |            | | Новобаварський                                                                    | |
| Городищенський           | пр-д    |            | | Новобаварський                                                                    | |
| Городня                  | вул.    |            | | Київський                                                                         | |
| Городній                 | в-д     |            | | Київський                                                                         | |
| Городній                 | пров.   |            | | Київський                                                                         | |
| Гороховської             | вул.    |            | | Індустріальний                                                                    | |
| Горяївська               | вул.    |            | | Немишлянський                                                                     | Кулиничі                                                                                              |
| Горяївський              | пров.   |            | | Немишлянський                                                                     | Кулиничі                                                                                              |
| Горянська                | вул.    | 1150       | | Київський                                                                         | Велика Данилівка                                                                                      |
| Горянський               | пров.   | 350        | | Новобаварський                                                                    | Лідне                                                                                                 |
| Господарська             | вул.    | 420        | Посівкомівська | Новобаварський                                                                    | |
| Гостиний Двір            | вул.    |            | Суздальські Ряди | Холодногірський                                                                   | |
| Гостинна                 | вул.    | 600        | | Новобаварський                                                                    | Москалівка                                                                                            |
| Гостомельська            | вул.    | 600        | Північнокавказька | Новобаварський                                                                    | Липовий Гай                                                                                           |
| Грабовського             | пров.   | 100        | | Шевченківський                                                                    | Центр                                                                                                 |
| Грайворонська            | вул.    | 490        | | Новобаварський                                                                    | Новожанове                                                                                            |
| Граківська               | вул.    |            | | Індустріальний                                                                    | |
| Граківський              | пр-д    |            | | Індустріальний                                                                    | |
| Гранівський              | пр-д    | 25         | Міліціонера | Київський                                                                         | Журавлівка                                                                                            |
| Гранітна                 | вул.    | 225        | | Холодногірський                                                                   | Гиївка                                                                                                |
| Графський                | пров.   |            | Танкопія | Немишлянський                                                                     | |
| Гребенюківська           | вул.    | 370        | | Новобаварський                                                                    | Холодна Гора                                                                                          |
| Греківська               | вул.    | 2110       | | Основ'янський                                                                     | Заїківка, Левада, Москалівка                                                                          |
| Гречаний                 | пров.   | 420        | | Холодногірський                                                                   | Лиса Гора                                                                                             |
| Гранівський              | вул.    |            | | Київський                                                                         | |
| 1-й Грибний              | пров.   |            | | Київський                                                                         | |
| 2-й Грибний              | пров.   |            | | Київський                                                                         | |
| Григорівська             | вул.    | 2470       | | Новобаварський                                                                    | Холодна Гора, Новоселівка                                                                             |
| Григорівське             | шосе    | 1950       | Комсомольське | Новобаварський                                                                    | Холодна Гора, Григорівка                                                                              |
| Григорія Сковороди       | вул.    | 5520       | Велика Німецька, Пушкінська | Київський                                                                         | Центр, Нагірний, Товкачівка, Землянки                                                                 |
| Григорія Сосідка         | пров.   | 250        | Чупринівський, Михайлівський, Чупраковський, Берінговий | Холодногірський                                                                   | Іванівка                                                                                              |
| Гризодубова              | вул.    | 2020       | Гірська | Київський                                                                         | Велика Данилівка                                                                                      |
| Грищенка                 | вул.    |            | | Немишлянський                                                                     | Кулиничі                                                                                              |
| Грищенка                 | пров.   |            | | Немишлянський                                                                     | Кулиничі                                                                                              |
| Грінченка                | вул.    |            | | Київський                                                                         | Велика Данилівка                                                                                      |
| Громадянська             | вул.    | 460        | Міщанська | Київський                                                                         | Центр                                                                                                 |
| Громадянський            | пров.   | 195        | | Немишлянський                                                                     | Немишля                                                                                               |
| Грузинська               | вул.    | 550        | | Новобаварський                                                                    | Нова Баварія                                                                                          |
| Грушева                  | вул.    | 255        | Фабріціуса | Холодногірський                                                                   | |
| Грушевського             | вул.    | 990        | Цюрупи | Новобаварський                                                                    | Григорівка                                                                                            |
| Губенка                  | вул.    | 675        | Новопроєктна, Остапа Вишні | Індустріальний                                                                    | Рогань                                                                                                |
| Гуданова                 | вул.    | 280        | Мархлевська, Юмівська | Київський                                                                         | Нагірний                                                                                              |
| Гуківська                | вул.    | 460        | | Новобаварський                                                                    | Хвилинка                                                                                              |
| Гуківський               | в-д     | 150        | | Новобаварський                                                                    | Хвилинка                                                                                              |
| Гуківський               | пр-д    | 150        | | Новобаварський                                                                    | Хвилинка                                                                                              |
| Гулака-Артемовського     | вул.    | 395        | Червоного Жовтня | Холодногірський                                                                   | |
| Гумілевського            | вул.    |            | | Холодногірський                                                                   | |
| Гурзуфська               | вул.    | 430        | Гурзуфська, Окорокова | Основ'янський                                                                     | Основа                                                                                                |
| Гуртовий                 | пров.   | 220        | | Холодногірський                                                                   | |
| Гутянська                | вул.    | 1740       | | Основ'янський                                                                     | Гути                                                                                                  |
| Гутянський               | пров.   | 155        | | Салтівський                                                                       | Гути                                                                                                  |
| Гуцульський              | пров.   | 500        | Смоленський | Холодногірський                                                                   | Лиса Гора                                                                                             |
| Гюґо                     | вул.    | 640        | | Слобідський                                                                       | Селище ім. Герцена                                                                                    |